# Ibaan, Batangas
Ibaan là một đô thị cấp bốn ở tỉnh Batangas, Philippines.

## Barangays
Ibaan, về mặt hành chính, được chia thành 27 khu phố (barangay).
| - Bago - Balanga - Bungahan - Calamias - Catandala - Coliat Lưu trữ ngày 6 tháng 10 năm 2011 tại Wayback Machine - Dayapan - Lapu-lapu Lưu trữ ngày 22 tháng 10 năm 2016 tại Wayback Machine - Lucsuhin - Mabalor - Malainin - Matala - Munting-Tubig | - Palindan Lưu trữ ngày 6 tháng 10 năm 2011 tại Wayback Machine - Pangao - Panghayaan - Poblacion - Quilo - Sabang - Salaban I - Salaban II - San Agustin - Sandalan - Sta. Margarita - Sto. Niño - Talaibon - Tulay |